# دونالد أ. ماكلين
دونالد أ. ماكلين هو شخصية أعمال وسياسي كندي، ولد في 27 يناير 1907 في إينفيرنيس، نوفا سكوشا ‏ في كندا، وتوفي في 5 نوفمبر 1973. نشط حزبياً في الحزب الليبرالي الكندي. وقد انتخب عضو مجلس الشيوخ الكندي ‏.